# Anidride ftalica
L'anidride ftalica è un composto organico aromatico ed è l'anidride dell'acido ftalico, un acido bicarbossilico, avente formula molecolare C8H4O3. Si converte facilmente in esso per addizione di una molecola di acqua.
A temperatura ambiente è una polvere bianca dal lieve odore caratteristico; una sua soluzione acquosa satura ha pH circa 2.
È la forma commerciale principale di acido ftalico, viene prodotta per ossidazione catalitica del naftalene o dell'orto-xilene e trova uso come intermedio nella sintesi di altri prodotti chimici - coloranti, insetticidi, plastificanti, farmaci.
Nel 2000, il volume di produzione mondiale era stimato a circa 3 milioni di tonnellate all'anno.

## Etimologia
Il termine «ftalico» prende origine dal nome del naftalene (o naftalina)  [(na)ftalico] e indica una molecola derivata da quest'ultima, formata da un anello benzenico recante due gruppi carbossilici o da essi derivati, come estere, immide, anidride (e simili), come in questo caso in cui l'anidride ftalica o il corrispondente acido si ottengono per ossidazione del naftalene.

## Sintesi e produzione
L'anidride ftalica fu scoperta per la prima volta nel 1836 dal chimico francese Auguste Laurent. I processi contemporanei di produzione includono l'ossidazione catalitica dell'orto-xilene e, in maniera minore, del naftalene (processo di Gibbs). A partire dall'o-xilene, l'ossidazione segue la seguente stechiometria:
{\displaystyle {\ce {C6H4(CH3)2 + 3 O2 -> C6H4(CO)2O + 3 H2O}}}
La reazione procede con il 70% di selettività circa. Viene prodotto anche il 10% circa di anidride maleica:
{\displaystyle {\ce {C6H4(CH3)2 + 7,5 O2 -> C4H2O3 +4 H2O + 4 CO2}}}
La reazione è catalizzata dal pentossido di vanadio tra i 320 e 400 °C. L'anidride ftalica è separata dai sottoprodotti da una serie di "condensatori". L'anidride ftalica e l'anidride maleica vengono recuperate per distillazione. L'anidride ftalica può anche essere preparata dall'acido ftalico.

## Utilizzo
L'anidride ftalica viene comunemente impiegata in chimica analitica qualitativa, come reagente per la separazione di sostanze organiche con gruppi amminici o alcolici. Essa infatti reagisce con le sostanze basiche che presentano un gruppo amminico primario o secondario, formando l'ammide acida delle ammine secondarie e l'immide neutra (previo riscaldamento a 150 °C) delle ammine primarie.

### Plastificanti
L'uso primario dell'anidride ftalica è come precursore degli esteri dello ftalato, usati come plastificanti nel cloruro di vinile. Gli esteri dello ftalato derivano dall'anidride ftalica attraverso la reazione con gli alcoli, che produce monoesteri:
{\displaystyle {\ce {C6H4(CO)2O + ROH -> C6H4(CO2H)CO2R}}}
La seconda esterificazione è più difficile e richiede la rimozione dell'acqua:
{\displaystyle {\ce {C6H4(CO2H)CO2R + ROH <=> C6H4(CO2R)2 + H2O}}}
Il diestere più importante è di-(2-etilesil)-ftalato (DEHP), utilizzato nella produzione del polivinilcloruro.

### Precursore dei coloranti
L'anidride ftalica è ampiamente utilizzata nell'industria per la produzione di coloranti. Un'applicazione nota è la preparazione dell'antrachinone chinizarina mediante reazione con para-clorofenolo seguita da idrolisi del cloruro. La fenolftaleina può essere sintetizzata dalla condensazione dell'anidride ftalica con due equivalenti di fenolo in condizioni acide (da cui il nome). La reazione fu scoperta nel 1871 da Adolf von Baeyer.

Sintesi della fenofltaleina

### Prodotti farmaceutici
L'anidride ftalica trattata con acetato di cellulosa produce cellulosa acetato ftalato (CAP), un comune eccipiente per rivestimento di farmaci enterici che ha dimostrato di avere anche un'attività antivirale. L'anidride ftalica è un prodotto di degradazione del CAP.

## Reazioni
L'anidride ftalica è un intermedio versatile e precursore di una grande varietà di reagenti utili nella sintesi organica.

### Idrolisi, alcolisi, ammonolisi
L'anidride ftalica sottoposta a idrolisi mediante acqua calda forma l'acido orto-ftalico.
{\displaystyle {\ce {C6H4(CO)2O + H2O2 -> C6H4(CO3H)CO2H}}}
L'idrolisi delle anidridi in genere non è un processo reversibile. L'acido ftalico viene facilmente disidratato, per formare l'anidride ftalica.
Gli alcoli chirali formano semiesteri, che sono derivati risolvibili perché formano sali diastereomerici con ammine chirali come la brucina. Una reazione correlata di apertura dell'anello coinvolge i perossidi per dare perossiacidi. La ftalimmide può essere preparata riscaldando l'anidride ftalica con ammoniaca acquosa (resa del 95-97%), oppure trattando l'anidride con carbonato di ammonio o urea. Infine può essere prodotta mediante ammossidazione dell'orto-xilene. La ftalimmide di potassio può essere preparata aggiungendo una soluzione calda di ftalimmide a una soluzione di idrossido di potassio; ottenendo un precipitato del sale.

## Sicurezza
L'esposizione umana all'anidride ftalica avviene principalmente attraverso il contatto con la pelle o l'inalazione durante la sua fabbricazione o il suo utilizzo. Gli studi dimostrano che l'esposizione all'anidride ftalica può causare rinite, bronchite cronica e asma. L'effetto dell'anidride ftalica sulla salute umana è generalmente una sindrome di tipo asma-rinite-congiuntivite o una reazione ritardata con sintomi simil-influenzali e aumento dei livelli di immunoglobuline nel sangue (IgE, IgG).